# Kapelica Majke Božje Lurdske u Gajnicama
Kapelica Majke Božje Lurdske katolička je kapela koja se nalazi u zagrebačkoj četvrti Podsused-Vrapče u naselju Gajnice. Kapela je sagrađena 1910. godine na raskrižju ulica Kancelak i Dubravica. 

## Galerija
- Pogled na kapelu